# Nectophrynoides minutus
Nectophrynoides minutus es una especie de anfibios de la familia Bufonidae.
Es endémica de Tanzania.
Su hábitat natural son los bosques secos tropicales o subtropicales.
Está amenazada de extinción.